# 5522 De Rop
5522 De Rop este un asteroid din centura principală de asteroizi.

## Descriere
5522 De Rop este un asteroid din centura principală de asteroizi. A fost descoperit pe 3 august 1991 la Observatorul La Silla de Eric Walter Elst. El prezintă o orbită caracterizată de o semiaxă mare de 2,41 ua, o excentricitate de 0,18 și o înclinație de 1,3° în raport cu ecliptica.